# 乌拉尔号列车
乌拉尔号列车（俄语：Урал）是俄罗斯铁路编号为45/46号的快速列车，往返行驶于叶卡捷琳堡-基斯洛沃茨克铁路。2009年6月3日之前，这趟列车在叶卡捷琳堡-莫斯科铁路上往返，并且组装于斯维尔德洛夫斯克铁路线；之后，该列车被改造重组。这趟列车后来于2010年发行的新时刻表中被调度至叶卡捷琳堡-基斯洛沃茨克铁路，番号改为307/308，但仍然保有原来的名称。
2021年12月12日俄铁调图后，该列车编号改为445/446次。

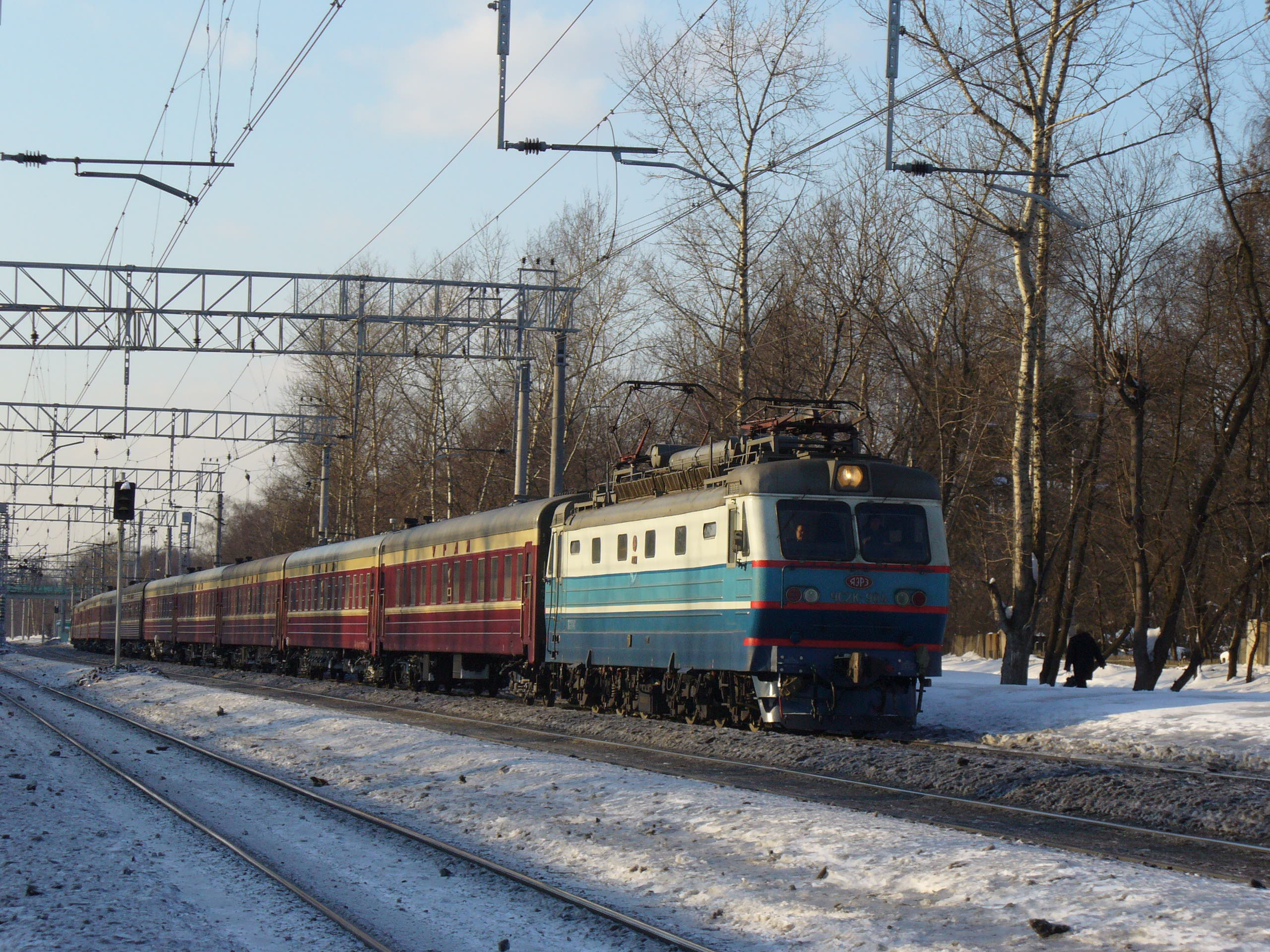
2006

## 线路
乌拉尔号列车目前的铁路区间如右图所示。
1. ↑  . TR.ru — Транспорт в России. 2021-12-10  [2022-01-21]. （原始内容存档于2022-01-21） （俄语）.